# Little Coleman River
Der Little Coleman River ist ein Fluss in der Region Far North Queensland auf der Kap-York-Halbinsel im Norden des australischen Bundesstaates Queensland.

## Geografie
Der Fluss entspringt südlich des Mount Walsh, rund 220 Kilometer nordwestlich von Cooktown und östlich der Peninsula Developmental Road. Der Little Coleman River fließt nach Südwesten, unterquert die Straße und bildet zusammen mit dem Big Coleman River bei The Lagoons den Coleman River.